# Microsoft Office 2008 para Mac
Microsoft Office 2008 for Mac é uma versão do Microsoft Office para Mac OS X. Ele substitui o Office 2004 para Mac e é o equivalente no Mac OS X do  Office 2007 (com ferramentas de software, tais como a compatibilidade da camada Wine, as versões do Windows do Office também pode ser executado em várias gerações da Apple computadores e sistema operacional OS X). O Office 2008 foi desenvolvido pela Microsoft Macintosh Business Unit e lançado em 15 de janeiro, 2008. O Office 2008 foi a última versão do Office para Mac para apoiar Mac OS X Tiger (10.4.9 ou superior) e Macs com processador PowerPC (G4 ou superior), bem como novos Macs com processadores Intel. O Office 2008 foi seguido de Microsoft Office 2011 para Mac, lançado em 26 de outubro de 2010, exigindo um Mac com processador Intel e da versão Mac OS X Leopard 10.5 ou Mac OS X Snow Leopard 10.6 do sistema operacional OS X da Apple.

## Lançamento
O Office 2008 foi originalmente previsto para ser lançado no segundo semestre de 2007, no entanto, foi adiada para janeiro de 2008, alegadamente para dar tempo para corrigir bugs remanescentes. Office 2008 é a primeira versão do Office para Mac fornecido como um Universal Binary.
Ao contrário do Office 2007 para Windows, o Office 2008 não foi oferecida como uma versão beta antes de sua data de lançamento agendada.

## Características
Office 2008 para Mac inclui os programas do mesmo núcleo, actualmente incluídos com o Office 2004 para Mac: Entourage, Excel, PowerPoint e Word.
Funcionalidades do Mac, só estão incluídos uma exibição de layout de publicação, que oferece uma funcionalidade semelhante ao Microsoft Publisher para Windows, um "modo de Ledger Sheet" em Excel para facilitar as tarefas financeiras, e "My Day" aplicação oferecendo uma maneira rápida de vista os acontecimentos do dia.
Office 2008 compatível com o novo Office Open XML, formato e padrão para salvar todos os arquivos neste formato. Em 21 de fevereiro de 2008 Geoff Price revelou que a atualização de conversão de formatos para o Office 2004 seria adiado até junho de 2008 a fim de proporcionar a primeira atualização para o Office 2008.
Microsoft Visual Basic for Applications não é suportado nesta versão. Como resultado, tais suplementos do Excel VBA dependentes, como Solver, não foram agrupados na versão atual. Em junho de 2008, a Microsoft anunciou que está explorando a ideia de trazer algumas das funcionalidades do Solver de volta ao Excel. No final de agosto de 2008, a Microsoft anunciou que um novo Solver para Excel 2008 estava disponível como um download gratuito da Frontline Systems, criadores originais do Solver do Excel. No entanto, o Excel 2008 também não tem outras funcionalidades, tais como a funcionalidade Pivot Chart, que tem sido uma característica na versão do Windows. Em maio de 2008, a Microsoft anunciou que o VBA estará fazendo um retorno na próxima versão do Microsoft Office para Mac. AppleScript e o Open Scripting Architecture continuará a ser suportado.

## Limitações
Office 2008 para Mac não tem paridade de recursos com a versão do Windows. A falta de Visual Basic for Applications (VBA) no Excel torna impossível a utilização de macros programada em VBA. a resposta da Microsoft é que a adição de suporte VBA no Xcode teria resultado em um adicional de dois anos adicionado ao ciclo de desenvolvimento do Office 2008. Outros recursos não suportados incluem: OMML equações geradas no Word 2007 para Windows, Office "Friso", Mini Barra, Live Preview, e uma extensa lista de recursos não são suportados como equivalente SharePoint integração com a versão do Windows. Algumas funcionalidades estão faltando no Excel 2008 para Mac, incluindo: filtros de dados (Data Barras, Top 10, com base em cores, baseado em ícones), as referências estruturadas, tabelas do Excel, estilos de tabela, uma espécie característica permitindo que mais de três colunas de uma vez e mais de um filtro em uma espécie.
Benchmarks sugerem que a versão original do Office 2008 é executado mais lento em Macs com processadores PowerPC, e não fornece uma lombada significativo para Macs com processadores Intel.
Um problema de compatibilidade de dados também tem sido observado com CambridgeSoft é um programa de desenho de estrutura química, ChemDraw. Word 2008 não retém a informação estrutural, quando uma estrutura química é copiado ChemDraw e colado em um documento. Se uma estrutura é recopiado de um documento do Word 2008, e é colado em volta no ChemDraw, ele aparece como uma imagem não editável ao invés de uma estrutura química reconhecida. Não há esse problema no Word 2004 ou X. Este problema não foi corrigido no SP2 (versão 12.2.0, lançada em julho de 2009).
Em 13 de maio de 2008, a Microsoft lançou o Office 2008 Service Pack 1 como uma atualização gratuita. No entanto, tem havido muitos relatos de que o atualizador não instalar, resultando em uma mensagem dizendo que uma versão atualizável do Office 2008 não foi encontrada. Isto parece estar relacionado aos usuários modificar o conteúdo da pasta do Microsoft Office de forma a não causar problemas com a maioria dos outros softwares (como "localizar" usando um programa para remover arquivos do aplicativo de suporte em idiomas não desejados), e que não afectam operações Office, mas que causam instaladores os atualizadores 'de acreditar que a aplicação não é válida para atualização. Uma pequena modificação no programa de instalação foi encontrado um trabalho eficaz de volta (ver referência).
Outro problema comum relatado após o SP1 é que os arquivos do Office não será mais aberto nos aplicativos do Office, quando abertos (duplo clique) do Mac OS X Finder ou lançado a partir de outros aplicativos, como um anexo de e-mail. O gatilho para esse problema é que a Microsoft no SP1 unilateralmente e sem aviso preterido determinados códigos mais antigos Mac OS 'Tipo' como "WDBN" que alguns arquivos podem ter, ou porque são simplesmente muito velho, ou porque alguns aplicativos atribuir o tipo mais antigo código ao salvá-los para o disco. Os usuários têm visto o problema afeta ainda relativamente novos códigos de tipo, no entanto, como "W6BN. A Microsoft está aparentemente olhando para o problema, mas não está claro se eles irão repor os códigos antigos tipo, citando preocupações de segurança.
Outro problema com compatibilidade multi-plataforma é que as imagens inseridas em qualquer aplicativo do Office usando recortar e colar ou resultado de arrastar e soltar em um arquivo que não exibir o gráfico inserido quando visto em uma máquina com Windows. Em vez disso, o usuário do Windows é contada "QuickTime e um descompressor TIFF (LZW) são necessários para ver esta foto". Um usuário que apresentou uma solução, já em Dezembro de 2004.
Um outro exemplo da falta de paridade de recursos é a rastrear as alterações de função. Considerando que os utilizadores do Word 2003 ou 2007 para Windows é capaz de escolher livremente entre mostrar as alterações in-line ou como balões na margem direita, escolher a primeira opção no Word 2004 ou Word 2008 para Mac OS também desativa todos os balões de comentário; comentários neste caso só são visíveis no Painel de Revisão ou como caixas pop-up (isto é, sobre mouseover). Este problema não foi resolvido até agora e está na versão mais recente do Word para Mac, ou seja, o Word 2011.
A caixa de ferramentas encontradas no Office 2008 também tem problemas quando o OS X recurso Spaces é usada: a passagem de um espaço para outro fará com que os elementos da caixa de ferramentas para ficar preso em um espaço até a caixa de ferramentas está fechado e reaberto. O único remédio para esse problema é desativar os espaços actualmente, ou pelo menos se abstenham de usá-lo enquanto trabalhava no Office 2008. A Microsoft reconheceu o problema e afirma que é um problema de arquitectura com a implementação de espaços. Apple foi informada do problema, segundo a Microsoft. O problema parece ser causado pelo fato de que o ToolBox é carbono baseado.[carece de fontes?] Usando o Microsoft Office com o Mac OS X 10.6 Snow Leopard resolve alguns dos problemas.
Além disso, não há suporte para de direita à esquerda e bidirecional línguas (como o árabe, hebraico, persa, etc) no Office 2008, tornando-o impossível de ler ou editar em direito à esquerda documento no Word 2008 ou PowerPoint 2008. Línguas como o tailandês também não são suportados, embora instalar fontes às vezes pode autorizar que os documentos escritos em línguas para ser exibido.
Além disso, o Office 2008 ferramentas de verificação suportam apenas um número limitado de idiomas (Dinamarquês, Holandês, Inglês, finlandês, francês, alemão, italiano, japonês, norueguês, Português, espanhol, sueco, suíço e alemão). Revisores de texto para outros idiomas não conseguiu encontrar o caminho para o pacote de instalação, e não são oferecidos pela Microsoft comercialmente sob a forma de pacotes de idioma, vendido separadamente. Ao mesmo tempo, os aplicativos do Office não são integradas com as ferramentas linguísticas nativo para o Mac OS X 10.6 Leopard.
Microsoft Visio não está disponível para Mac. Isto significa que não só não são documentos editáveis Visio no Mac, mas também todos os diagramas do Visio incorporados em outros documentos do Office (Word, por exemplo) não pode ser processado no Mac. diagramas do Visio incorporado aparecem como um bitmap de baixa qualidade, tanto no editor WYSIWYG e sobre a impressão do documento sobre o Mac.

## Edições
Microsoft Office 2008 para Mac está disponível em quatro edições. Todas as edições incluem Entourage, Excel, PowerPoint e Word.
- Office 2008 para Mac: Home and Student Edition (Sem o suporte do Exchange Server que estava disponível na versão 2004 ou Automator Actions - um substituto para VBA)
- Office 2008 para Mac: Standard Edition (Acrescenta o suporte do Exchange Server e o Automator Actions)
- Office 2008 para Mac: Special Media Edition (Acrescenta o suporte do Exchange Server, Automator Actions e Expression Media)
- Office 2008 para Mac: Business Edition (Acrescenta o suporte do Exchange Server, Automator Actions, Office Live Workspace eo apoio do SharePoint, Exchange Online, SharePoint Online eo Office Live Meeting)[29]